# Kłodzińscy herbu Łada

herb Łada

Kłodzińscy – polski ród szlachecki pieczętujący się herbem Łada, który wziął swoje nazwisko od Kłodna w Ziemi warszawskiej.
Adam Boniecki w swoim herbarzu stwierdził, iż Kłodzińscy stanowią jeden dom z Kłodnickimi herbu Łada.
W zaborze austriackim wylegitymował się ze szlachectwa (nie podając herbu) w 1782 r. przed Trembowelskim Sądem Grodzkim Stanisław Kłodziński, syn Józefa i Barbary Dunin-Łabędzkiej, wnuk Stanisława i Zofii Zabielskiej.
Od XVIII w. do II wojny światowej jedna z linii rodu Kłodzińskich zamieszkiwała w powiecie tłumackim.